# De rode kogge
De rode kogge is een stripverhaal uit de reeks van De Rode Ridder. Het is geschreven door Martin Lodewijk en getekend door Claus Scholz. De eerste albumuitgave was op 19 september 2007.

## Verhaal
In de middeleeuwen werd de handel in het noorden van Europa beheerst door de Hanze, een machtig koopliedenverbond. Edellieden investeerden soms hun geld in de lucratieve handel. Hugo Pynnock, Heer van Rode, was zo'n edelman en hij stuurt zijn nicht Jenne naar Kampen. Maar een groep piraten onder leiding van Klaes Stortebeker bedreigt de handel en voert Jenne mee op hun spookschip De Rode Kogge. Johan, de Rode Ridder gaat naar Kampen om Jenne te redden uit de handen van de bende.